# Ahirani (jezik)
Ahirani (ahiri; ISO 639-3: ahr), jedan od tri Khandesi jezika šire indoarijske skupine, kojim govori 779 000 ljudi (1997) u maharaštri (distrikti Dhule i Jalgaon) i Gudžaratu, Indija.
Govornici se služe i jezicima hindi i marathi.

## Vanjske poveznice
- Ethnologue (14th)
- Ethnologue (15th)